# Fraize
Cet article concerne la commune. Pour les autres significations, voir Fraize (homonymie).
Fraize est une commune française située dans le département des Vosges, en région Grand Est.
Ses habitants sont appelés les Fraxiniens.

## Géographie

### Situation

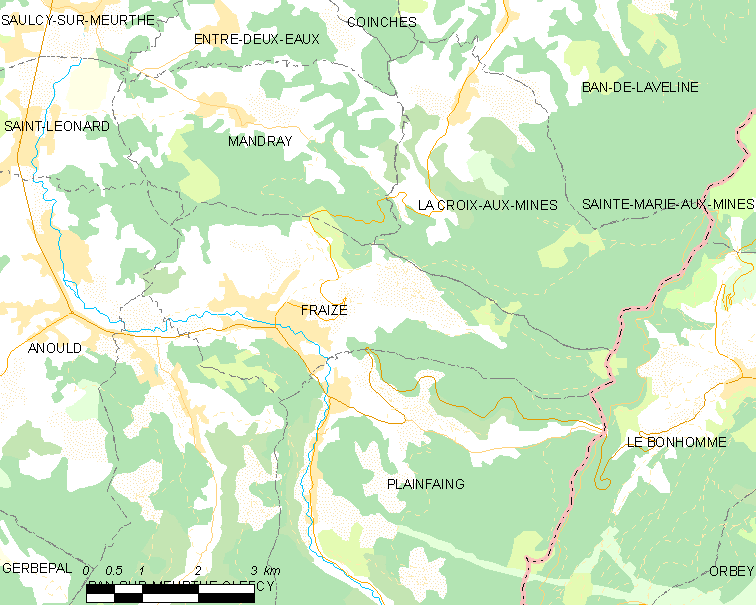
Situation de Fraize.

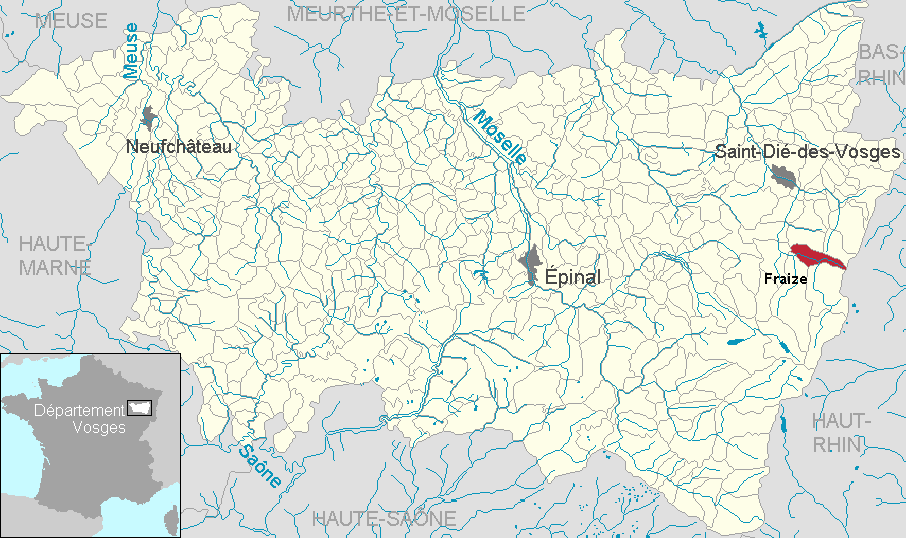
Localisation départementale.

Fraize est une commune du massif vosgien située dans le parc naturel régional des Ballons des Vosges, à l'est du département, entre Saint-Dié-des-Vosges (11,8 km), Gérardmer (15,3 km) et Colmar (28,9 km). Les communes limitrophes sont Plainfaing, Ban-sur-Meurthe-Clefcy, Anould, Saint-Léonard, Mandray et La Croix-aux-Mines dans les Vosges, Le Bonhomme dans le Haut-Rhin.
| Saint-Léonard          | Mandray                           | La Croix-aux-Mines    |
| Anould                 | Fraize                            | Le Bonhomme Haut-Rhin |
| Ban-sur-Meurthe-Clefcy | Ban-sur-Meurthe-Clefcy Plainfaing | Plainfaing            |

Les grandes villes les plus proches à vol d'oiseau de Fraize sont Mulhouse (54,5 km), Strasbourg (71,3 km) et Nancy (82,8 km).

### Géologie et relief

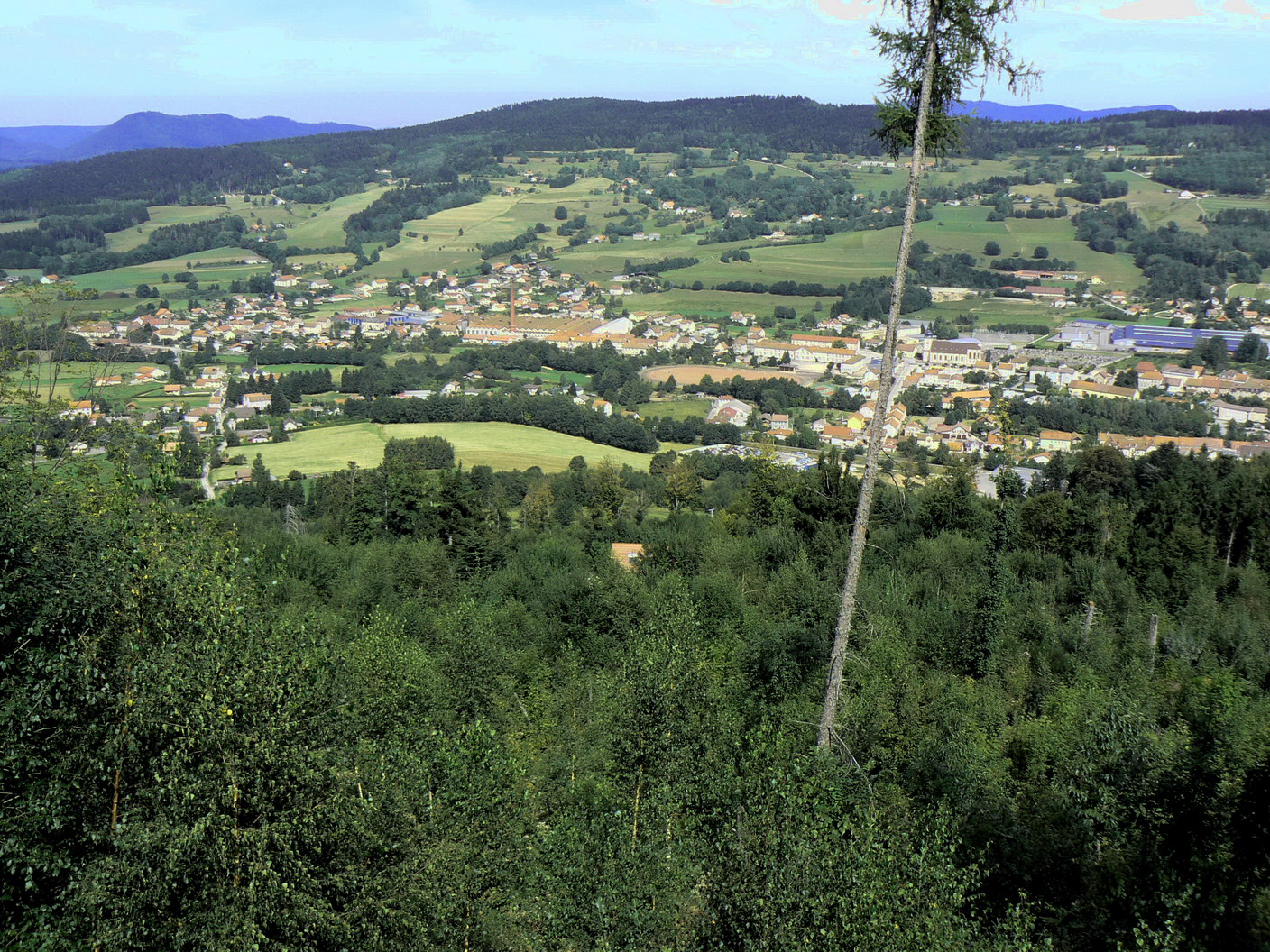
Vue depuis la roche des Fées.

Le centre de Fraize s'est développé le long de la Meurthe, qui vient de Plainfaing à l'altitude de 516 m et s'échappe en aval à l'altitude minimale de 468 m. La rive gauche, côté ubac, s'élève rapidement vers la roche des Fées et la roche de Rovemont (758 m).
La commune se compose de 144,47 hectares de territoires artificialisés (9,31 %), 728,09 hectares de territoires agricoles (46,91 %) et 679,72 hectares de forêts et milieux semi-naturels (43,80 %).
Sur la rive droite de la Meurthe, la commune présente un large adret qui s’étire jusqu’à la crête des Vosges. L'altitude maximale de la commune est de 1 131 m, atteinte au Rossberg, où la longue vallée du Scarupt vient tutoyer l'Alsace. Les montagnes situées à l'est de la commune sont composées de granite à grains grossiers à deux micas et de gneiss perlé à cordiérite. Le Hangochet (987 m) est en limite de la commune.

### Hydrographie et les eaux souterraines
Hydrogéologie et climatologie : Système d’information pour la gestion des eaux souterraines du bassin Rhin-Meuse :
Territoire communal : Occupation du sol (Corinne Land Cover); Cours d'eau (BD Carthage),
Géologie : Carte géologique; Coupes géologiques et techniques,
 Hydrogéologie : Masses d'eau souterraine; BD Lisa; Cartes piézométriques.
La commune est située dans le bassin versant du Rhin au sein du bassin Rhin-Meuse. Elle est drainée par la Meurthe et le ruisseau Scaru,.
La Meurthe, d'une longueur totale de 160,6 km, prend sa source dans la commune du Valtin, entre le Hohneck et le col de la Schlucht, et se jette dans la Moselle à Pompey, après avoir traversé 53 communes. La rivière n'a qu'un affluent notable sur le territoire de Fraize, le ruisseau de Scarupt, d'une longueur de 5 km et qu'elle reçoit rive droite en amont de la mairie.

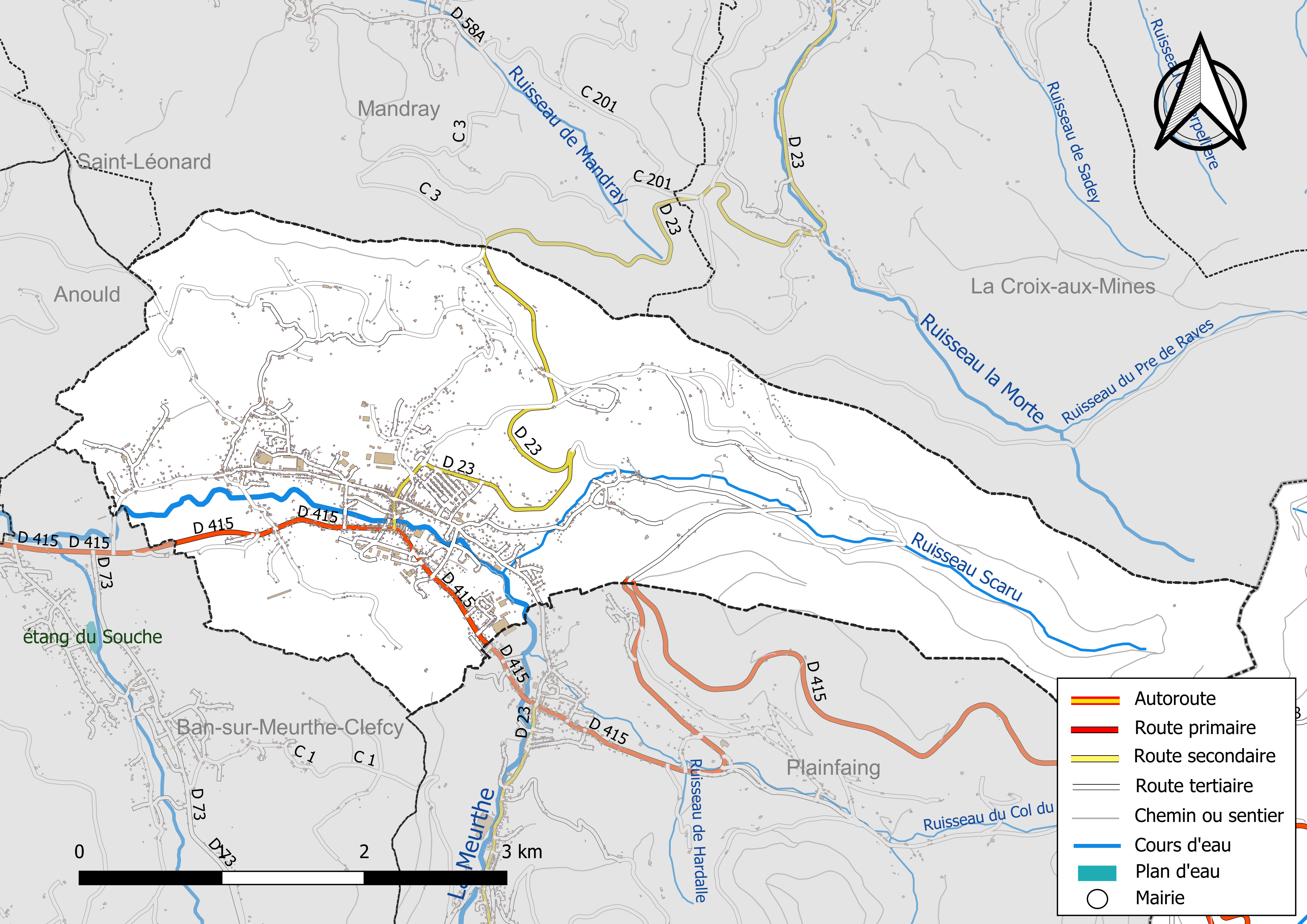
Réseaux hydrographique et routier de Fraize.

La qualité des eaux de baignade et des cours d’eau peut être consultée sur un site dédié géré par les agences de l’eau et l’Agence française pour la biodiversité.

### Climat
Pour des articles plus généraux, voir Climat du Grand Est et Climat des Vosges.
En 2010, le climat de la commune est de type climat de montagne, selon une étude du Centre national de la recherche scientifique s'appuyant sur une série de données couvrant la période 1971-2000. En 2020, Météo-France publie une typologie des climats de la France métropolitaine dans laquelle la commune est exposée à un climat semi-continental et est dans la région climatique  Vosges, caractérisée par une pluviométrie très élevée (1 500 à 2 000 mm/an) en toutes saisons et un hiver rude (moins de 1 °C). 
Pour la période 1971-2000, la température annuelle moyenne est de 8,9 °C, avec une amplitude thermique annuelle de 16,6 °C. Le cumul annuel moyen de précipitations est de 1 381 mm, avec 13,1 jours de précipitations en janvier et 11 jours en juillet. Pour la période 1991-2020, la température moyenne annuelle observée sur la station météorologique de Météo-France la plus proche, « Gérardmer », sur la commune de Gérardmer à 16 km à vol d'oiseau, est de 9,1 °C et le cumul annuel moyen de précipitations est de 1 797,3 mm. 
La température maximale relevée sur cette station est de 37 °C, atteinte le 7 août 2015 ; la température minimale est de −20,5 °C, atteinte le 20 décembre 2009,,. 
Les paramètres climatiques de la commune ont été estimés pour le milieu du siècle (2041-2070) selon différents scénarios d'émission de gaz à effet de serre à partir des nouvelles projections climatiques de référence DRIAS-2020. Ils sont consultables sur un site dédié publié par Météo-France en novembre 2022.

### Voies de communication et transports

#### Transports routiers
La ville de Fraize est desservie par la route nationale 415 qui effectue la liaison de Saint-Dié-des-Vosges jusqu'à Vieux-Brisach dans le pays de Bade, en passant par le col du Bonhomme, un col de montagne qui permet la liaison entre les régions Lorraine et Alsace.
La voie verte de la Haute-Meurthe est une piste cyclable d'une longueur de 9 km aménagée sur une ancienne ligne de chemin de fer allant de Plainfaing jusqu'à Saint-Léonard.

#### Transports en commun

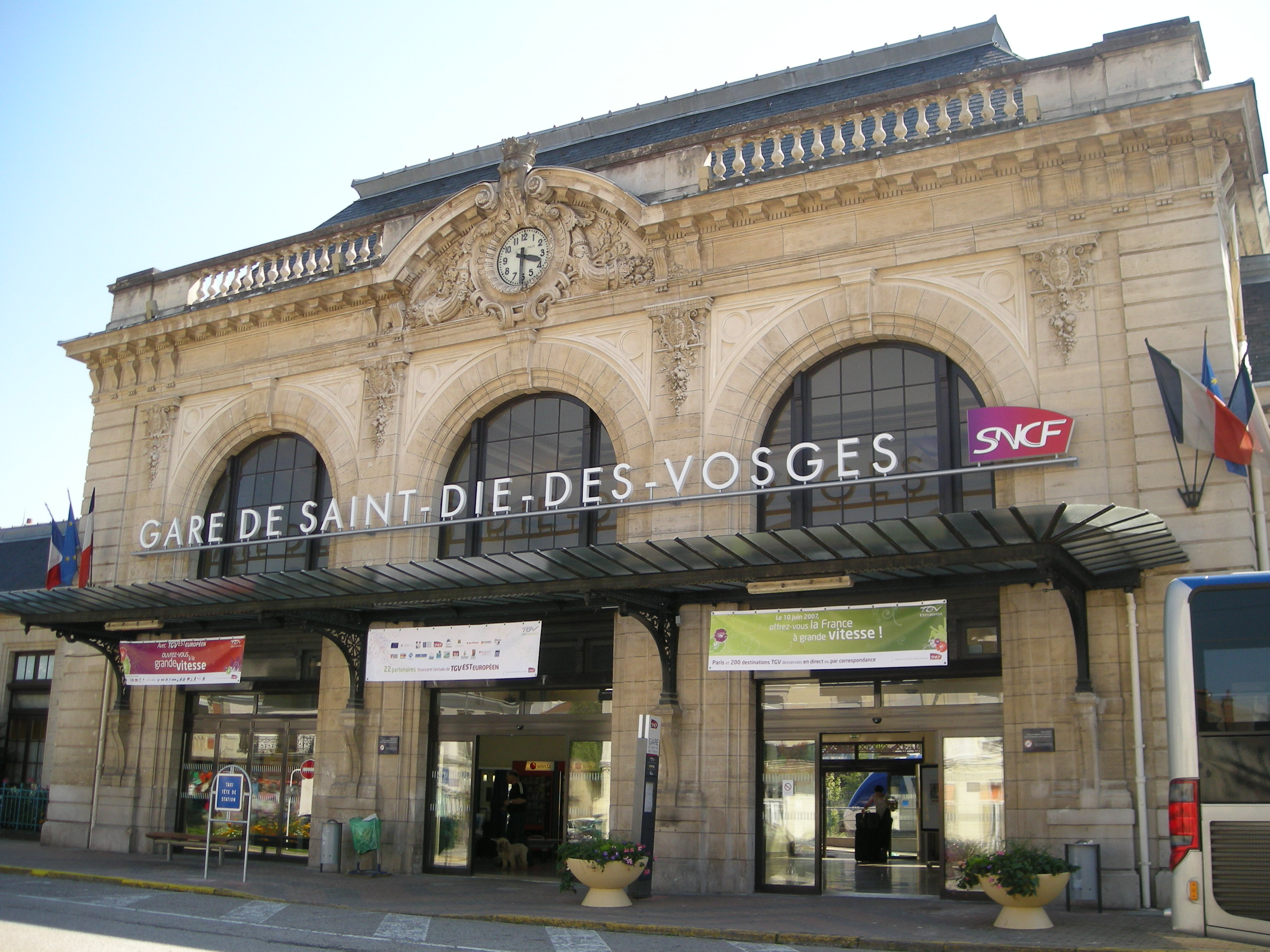
Gare de Saint-Dié-des-Vosges.

La gare de Fraize, à 507 m d'altitude, est un ancien terminus ferroviaire situé au point kilométrique (PK) 7,4 de la ligne de Saint-Léonard à Fraize. La SNCF a donné l'ordre de fermeture du trafic voyageurs en 1939 puis celui du service marchandises entre Anould et Fraize en 1988.
La gare en service la plus proche est celle de Saint-Dié-des-Vosges, des lignes de Strasbourg-Ville à Saint-Dié, d'Arches à Saint-Dié et de Lunéville à Saint-Dié.
La ligne 24 par autocars (Saint-Dié - Fraize - Habeaurupt) est concédée à Connex Vosges, du groupe Veolia Transport.
Une aire de covoiturage est située au bord de la route départementale 415 et a une capacité de 12 places.

## Urbanisme

### Typologie
Au 1er janvier 2024, Fraize est catégorisée bourg rural, selon la nouvelle grille communale de densité à sept niveaux définie par l'Insee en 2022.
Elle appartient à l'unité urbaine de Saint-Dié-des-Vosges, une agglomération intra-départementale regroupant 16  communes, dont elle est une commune de la banlieue,,. Par ailleurs la commune fait partie de l'aire d'attraction de Saint-Dié-des-Vosges, dont elle est une commune de la couronne,. Cette aire, qui regroupe 47 communes, est catégorisée dans les aires de 50 000 à moins de 200 000 habitants,.

### Occupation des sols
L'occupation des sols de la commune, telle qu'elle ressort de la base de données européenne d’occupation biophysique des sols Corine Land Cover (CLC), est marquée par l'importance des territoires agricoles (47 % en 2018), en diminution par rapport à 1990 (48,5 %). La répartition détaillée en 2018 est la suivante : forêts (43,6 %), prairies (34,5 %), zones agricoles hétérogènes (12,6 %), zones urbanisées (9,3 %). L'évolution de l’occupation des sols de la commune et de ses infrastructures peut être observée sur les différentes représentations cartographiques du territoire : la carte de Cassini (XVIIIe siècle), la carte d'état-major (1820-1866) et les cartes ou photos aériennes de l'IGN pour la période actuelle (1950 à aujourd'hui).

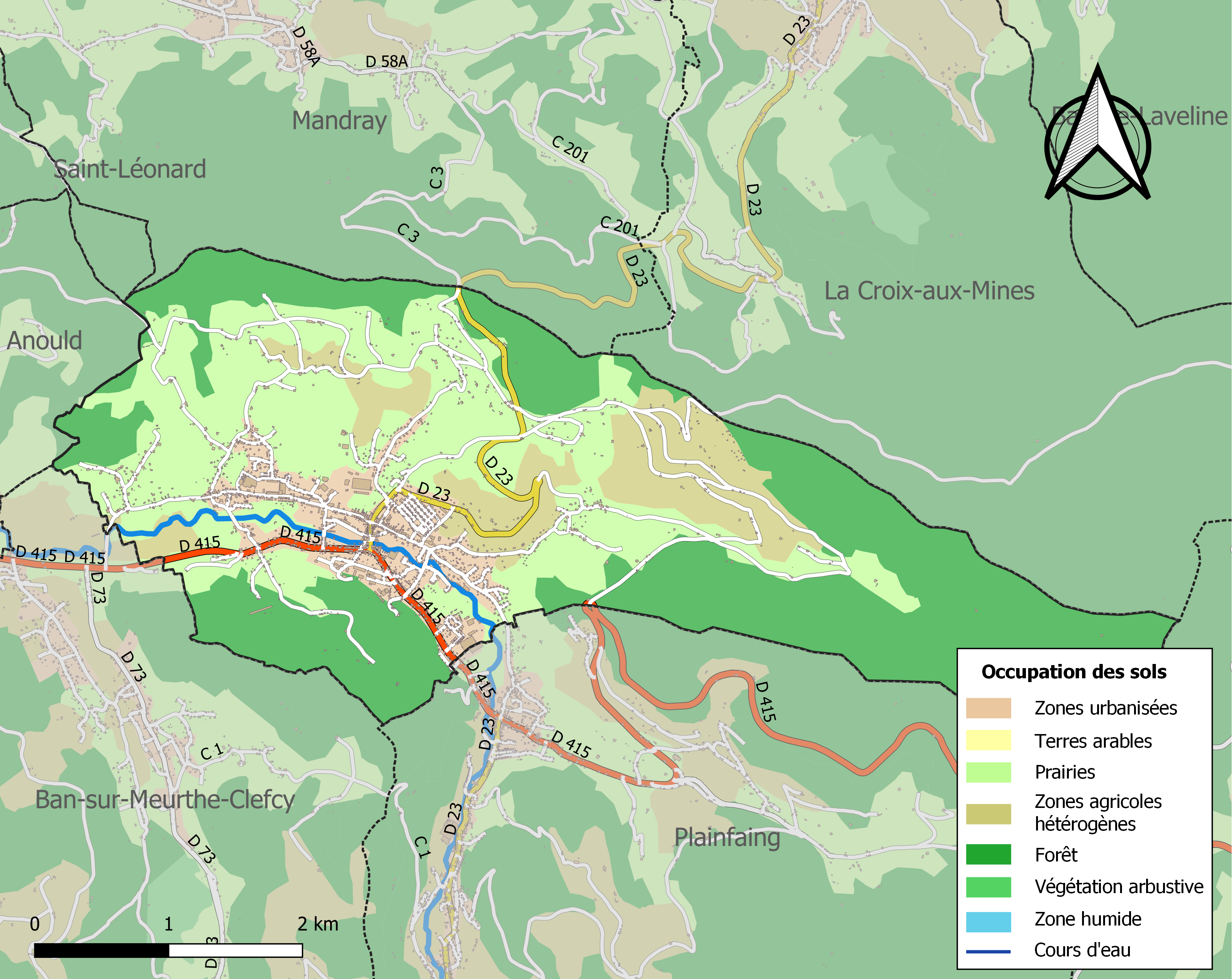
Carte des infrastructures et de l'occupation des sols de la commune en 2018 (CLC).

### Morphologie urbaine

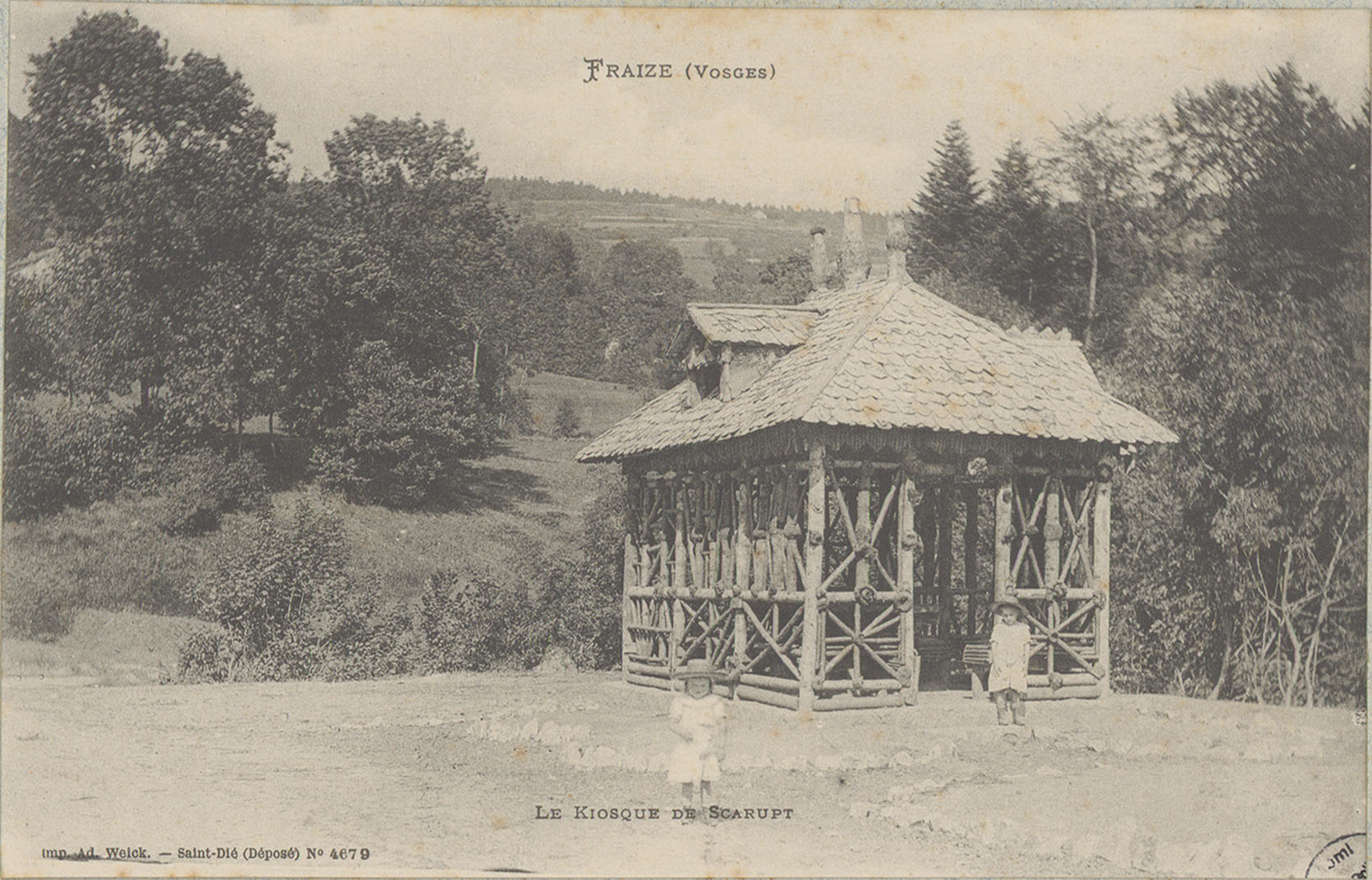
Le kiosque de Scarupt
(carte postale Adolphe Weick).

Plusieurs lieux-dits et écarts sont présents comme le Mandramont, la Beurée, les Sèches Tournées, le Mazeville, les Prés de la Creuse, Scarupt, les Aulnes et Clairegoutte.
29 rues, 22 routes, 9 lotissements, 8 chemins, 7 impasses et 4 places ont été référencées sur Fraize.

### Logement
En 2009, on dénombrait un total de 1 780 maisons reparties en 1 397 résidences principales, 164 résidences secondaires et 220 logements vacants. 
La majorité de ces lotissements ont été construits avant 1949. Il y a 807 logements de propriété et 544 de location.
|                        | 1968  | 1975  | 1982  | 1990  | 1999  | 2009  |
| ---------------------- | ----- | ----- | ----- | ----- | ----- | ----- |
| Résidences principales | 1 108 | 1 135 | 1 211 | 1 206 | 1 277 | 1 397 |
| Résidences secondaires | 80    | 136   | 209   | 226   | 214   | 164   |
| Résidences vacants     | 65    | 106   | 85    | 105   | 143   | 220   |

### Projets d'aménagement
L'ancienne filature de la rue des Aulnes, autrefois à l'état de friche industrielle à la suite de la fermeture de la société Malora, a fait l'objet en 2009 d'un plan de restructuration en écoquartier. Le projet présente une zone habitable et une zone d'activités consacrée à l'éco-construction. Certaines parties de l'usine, dont la grande cheminée en brique rouge, sont toutefois conservées mais viabilisées. La démolition des bâtiments inexploités a commencé en 2011 et des travaux de restauration majeurs ont été réalisés sur le site de l'ancienne friche industrielle en 2012.

### Risques majeurs
Le territoire de la commune de Fraize est vulnérable à différents aléas naturels : mouvements de terrains et séisme (sismicité modérée), retrait gonflement des argiles et à la présence naturelle du radon. Il est également exposé à un risque technologique, la pollution des sols.
La commune a été reconnue en état de catastrophe naturelle au titre des dommages causés par les inondations et coulées de boue survenues durant l'été 2021, celles-ci ayant causé différents dégâts à travers la ville (église, hauteurs de la commune).

## Toponymie
Le nom de la localité est attesté sous les formes suivantes : Frace en 1188 (Bull. Soc. philom. vosg., 1925, p. 223), en 1200, en 1223 ; Ou ban de Fraisce, 1285 (Rappoltst. Urk., I, 125) ; Fraice, 1302 (arch. des Vosges, G 548), Fracia, 1340 (arch. des Vosges, G 261) ; Frasse, 1342 (Rappoltst. Urk., I, 404) ; Fresse, 1373 (Rappoltst. Urk., II, 89); Frasce, 1402 (pouillés Trèves, p. 319) ; Fress, 1419 (Rappoltst. Urk., III, 119); Banc de Fraix, 1434 (arch. des Vosges, G 405) ; Fraisse, 1472 (Rappoltst. Urk., IV, 526) ; Frais, Fraiss, 1494 (Rappoltst. Urk., V, 460); Bericht über den bann Fraisz, 1596 (arch. des Vosges, E 74) ; Herrschaft Fräsz, 1596 (arch. des Vosges, E 74) ; Fraiæ, 1720 (arch. des Vosges, G 548) ; Frasiae, 1768 (pouillé Chatrian, p. 189) ; Fraise, an II (état),,.
Les érudits locaux ont pensé que la commune tirait son nom du latin fraxinus « frêne », étymologie qui se retrouve dans le gentilé Fraxinien qui qualifie ses habitants. Cette explication ne repose pas sur l'étude des formes anciennes, en outre, si le mot fraisse signifie bien « frêne », c'est uniquement en langue occitane.
Au XXe siècle, les linguistes expliquent l'étymologie du toponyme de manière différente. L'ancien français fraite « défrichement » (issu du latin fracta « terre déchirée », d'où « défrichement ») ne convient pas, cependant Albert Dauzat, Charles Rostaing et Ernest Nègre proposent un étymon alternatif non attesté *fractia pour expliquer l'évolution phonétique. Néanmoins, les premiers y voient le sens de « fossé, barrière, lieu fortifié » et le dernier, le même sens que fraite,.
Ils comparent avec Fresse-sur-Moselle (Fraice XIVe siècle) et Fresse (Fresse 1484). La prononciation [z] de Fraize au lieu de [s] serait lié à l'attraction du mot « fraise » selon E. Nègre.

## Histoire

### Préhistoire et Antiquité
Un grattoir en quartz utilisé pour la préparation des peaux et présentant des facettes résultant de la taille de la pierre a été découvert aux Sèches-Tournées. Il démontre la présence de populations nomades à la période préhistorique qui auraient pu parcourir les Hautes-Vosges en quête de gibier.
Durant l'Antiquité, la route romaine de Raon-l'Étape à Colmar franchissait les hauts de Scarupt pour atteindre le col du Bonhomme et descendait ensuite en Alsace via Lapoutroie. À cette époque et à proximité de la voie romaine, quelques défrichements éloignés les uns des autres sillonnaient les profondeurs de la forêt.  

### Moyen Âge et Ancien Régime
À  la fin du VIIe siècle, la construction par un disciple de Saint-Dié d'une cellule à l'emplacement de l'église actuelle et qui fera apparaître au VIIIe – IXe siècle un établissement des premières populations rurales à la Costelle.
Lors du partage de l'empire de Charlemagne, au traité de Verdun, le ban de Fraize fit partie de la Francie médiane et finalement du duché de Lorraine.
En 1221, le duc Mathieu II donna à Simon de Paroy le ban de Fraize. Il le partagea plus tard avec Anselme de Ribeaupierre. Henry de Ribeaupierre qui avait reçu le Hohennée du duc Raoul stipula qu'après sa mort le ban de Fraize soit à nouveau un territoire des ducs de Lorraine. Henry de Ribeaupierre mourut en 1343 et comme convenu le ban de Fraize retourna aux ducs.
Un incendie détruit l'église de Fraize en 1782, elle sera reconstruite en 1783 et 1784. Avant 1783, Plainfaing et ses hameaux faisaient partie de la commune de Fraize. Ce n'est qu'après cette date que les deux bourgs furent érigés en communautés distinctes.

### Époque contemporaine
Fraize n'était, jusqu'au XIXe siècle, qu'un gros village agricole très dispersé, où les lieux-dits l'emportaient sur l'unité communale. Aussi le besoin de définir des armoiries fut-il tardif ; le blason de la ville de Fraize se décrit ainsi : d'or à la bande d'azur chargée de trois roses boutonnées du champ, à cinq pétales du champ et cinq pétales d'argent.
Les écoles de garçons et de filles ont été construites en 1838, la mairie en 1857 et l’école maternelle en 1882.
La commune de Fraize a beaucoup souffert durant la Première Guerre mondiale et a été décorée le 22 octobre 1921 de la Croix de guerre 1914-1918, le 6 novembre 1921.
En 1944 durant la Seconde Guerre mondiale, la ville est traversée par le Schutzwall West.

#### Passé industriel

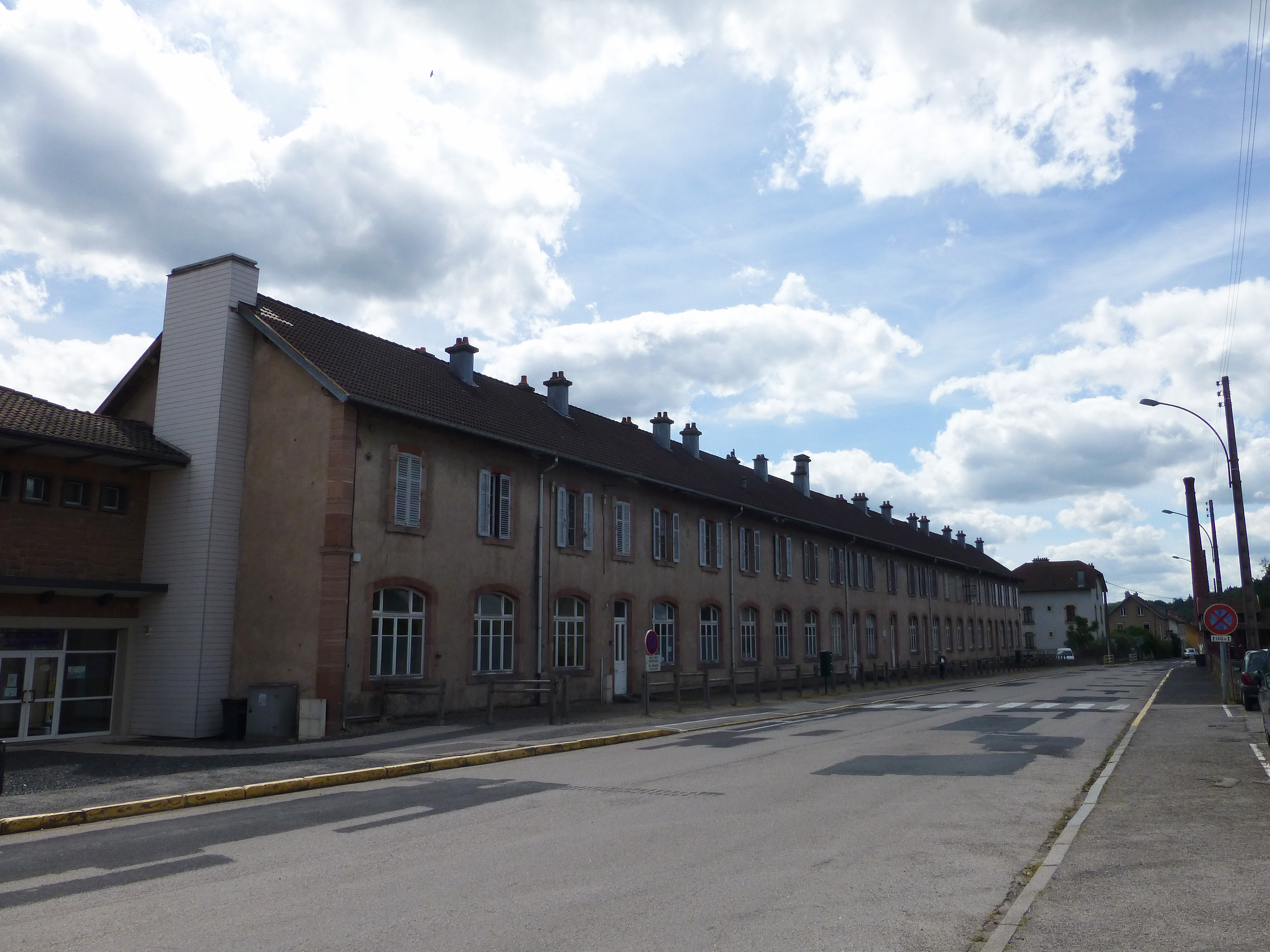
Anciennes maisons ouvrières de l'ancienne manufacture, rue des Aulnes. Aujourd'hui réaménagées en école.

Fraize, comme toute la vallée de la Haute-Meurthe a vécu durant plus d’un siècle et demi grâce à l'industrie de textile, cependant il ne reste que quelques usines et ouvrages plus ou moins bien conservés.

## Politique et administration

### Administration municipale
Le conseil municipal est composé de 23 membres conformément à l’article L2121-2 du Code général des collectivités territoriales. À l'issue des élections municipales de 2020, Caroline Lerognon a été élue maire de Fraize et succède à Jean-François Lesné. 
Fraize est un ancien chef-lieu de canton des Vosges. L'ancien canton de Fraize comptait 9 communes d'une population cumulée de 12 095 habitants : Anould, Ban-sur-Meurthe-Clefcy, La Croix-aux-Mines, Entre-deux-Eaux, Fraize, Mandray, Plainfaing, Saint-Léonard et Le Valtin.
La commune fut également le pôle de la Communauté de communes de la Haute Meurthe dont fit partie Ban-sur-Meurthe-Clefcy, Plainfaing puis Mandray à compter de 2006. Cette organisation administrative perdura jusqu'à la création en  2017 de la Communauté d'agglomération de Saint-Dié-des-Vosges  absorbant, entre autres toutes les communautés de communes vosgiennes du bassin de la Meurthe.

### Tendances politiques et résultats
Au second tour de l'élection présidentielle de 2022 à Fraize, Marine Le Pen (Front national) arrive en tête du scrutin, avec 67,85 % des suffrages exprimés. Elle devance Emmanuel Macron (En Marche!) qui recueille 32,15 % des suffrages exprimés. Parmi les votants, 5,35 % ont glissé un bulletin blanc dans l'urne, tandis que l'on décompte 2,31 % de votes nuls.
Lors du premier tour, Marine Le Pen (FN) était aussi arrivée à la première place (44,34 % des voix) dans la localité de Fraize.

### Instances judiciaires et administratives
Dans le domaine judiciaire, le territoire de Fraize dépend du tribunal d'instance et du conseil de Prud'hommes de Saint-Dié-des-Vosges. Les autres juridictions compétentes sont le tribunal de commerce, le tribunal de grande instance et pour enfants d'Épinal ainsi que la Cour d'appel de Nancy.

### Politique environnementale
La commune a obtenu une fleur au palmarès du concours national des villes et villages fleuris.
Fraize fait partie des 201 communes du parc naturel régional des Ballons des Vosges.

### Jumelages et partenariats
Au 11 juin 2023, Fraize n'est jumelée avec aucune commune. Cependant, il existe des relations réciproques entre Fraize et Fierzë en Albanie depuis 1993.
En 2020, la collectivité territoriale s'engage dans un projet de coopération décentralisée consistant à améliorer les conditions de vie à Bondoukou en Côte d'Ivoire. Celle-ci apporte une aide technique et financière aux projets de développement local. 

## Population et société

### Démographie

#### Évolution démographique
L'évolution du nombre d'habitants est connue à travers les recensements de la population effectués dans la commune depuis 1793. Pour les communes de moins de 10 000 habitants, une enquête de recensement portant sur toute la population est réalisée tous les cinq ans, les populations de référence des années intermédiaires étant quant à elles estimées par interpolation ou extrapolation. Pour la commune, le premier recensement exhaustif entrant dans le cadre du nouveau dispositif a été réalisé en 2006.
En 2022, la commune comptait 2 849 habitants, en évolution de −1,83 % par rapport à 2016 (Vosges : −2,96 %, France hors Mayotte : +2,11 %). Le maximum de la population a été atteint en 1911 avec 4 345 habitants.
| 1793  | 1800  | 1806  | 1821  | 1831  | 1836  | 1841  | 1846  | 1856  |
| ----- | ----- | ----- | ----- | ----- | ----- | ----- | ----- | ----- |
| 1 662 | 1 678 | 1 887 | 2 149 | 2 501 | 2 563 | 2 603 | 2 536 | 2 281 |

| 1861  | 1866  | 1872  | 1876  | 1881  | 1886  | 1891  | 1896  | 1901  |
| ----- | ----- | ----- | ----- | ----- | ----- | ----- | ----- | ----- |
| 2 525 | 2 503 | 2 416 | 2 544 | 2 537 | 2 765 | 3 136 | 3 905 | 4 271 |

| 1906  | 1911  | 1921  | 1926  | 1931  | 1936  | 1946  | 1954  | 1962  |
| ----- | ----- | ----- | ----- | ----- | ----- | ----- | ----- | ----- |
| 4 334 | 4 345 | 4 012 | 3 780 | 3 762 | 3 594 | 3 606 | 3 540 | 3 616 |

| 1968  | 1975  | 1982  | 1990  | 1999  | 2006  | 2011  | 2016  | 2021  |
| ----- | ----- | ----- | ----- | ----- | ----- | ----- | ----- | ----- |
| 3 486 | 3 367 | 3 357 | 3 049 | 2 990 | 3 057 | 3 062 | 2 902 | 2 846 |

| 2022  | - | - | - | - | - | - | - | - |
| ----- | - | - | - | - | - | - | - | - |
| 2 849 | - | - | - | - | - | - | - | - |

#### Pyramide des âges
En 2018, le taux de personnes d'un âge inférieur à 30 ans s'élève à 26,0 %, soit en dessous de la moyenne départementale (31,2 %). À l'inverse, le taux de personnes d'âge supérieur à 60 ans est de 36,3 % la même année, alors qu'il est de 31,0 % au niveau départemental.
En 2018, la commune comptait 1 350 hommes pour 1 502 femmes, soit un taux de 52,66 % de femmes, légèrement supérieur au taux départemental (51,31 %).
Les pyramides des âges de la commune et du département s'établissent comme suit.
| Hommes | Classe d’âge | Femmes |
| ------ | ------------ | ------ |
| 0,7    | 90 ou +      | 4,2    |
| 9,2    | 75-89 ans    | 16,1   |
| 22,4   | 60-74 ans    | 19,5   |
| 23,5   | 45-59 ans    | 21,5   |
| 16,0   | 30-44 ans    | 14,5   |
| 13,5   | 15-29 ans    | 11,5   |
| 14,6   | 0-14 ans     | 12,7   |

| Hommes | Classe d’âge | Femmes |
| ------ | ------------ | ------ |
| 0,8    | 90 ou +      | 2,3    |
| 8,1    | 75-89 ans    | 11,6   |
| 20,5   | 60-74 ans    | 21     |
| 21,1   | 45-59 ans    | 20,4   |
| 16,9   | 30-44 ans    | 16,2   |
| 16     | 15-29 ans    | 13,7   |
| 16,5   | 0-14 ans     | 14,9   |

### Enseignement
Fraize est située dans l'académie de Nancy-Metz. La ville administre une école maternelle et une école élémentaire communales. Le département a en sa possession le collège public de la Haute Meurthe. En ce qui concerne les lycées, plusieurs établissements d'enseignement général ou professionnel se trouvent à Saint-Dié-des-Vosges.

### Santé
L'hôpital local de Fraize est composé de 140 lits répartis en huit lits de médecine et 132 chambres d’hébergement pour personnes âgées dépendantes. Il a été créé en 1871 à l'initiative de Joseph Deloisy qui, en 1866, remet à la commune un immeuble et des apports en numéraire destinées à la fondation de lits.

### Sports
Des circuits de randonnées sont proposés par l'Office de Tourisme. Il existe également plusieurs centres ou associations à but non lucratif pour la pratique de :
- l'équitation ;
- du tennis ;
- du vélo ;
- du ski ;
- ainsi que du tir sportif[65] ;
- etc[66].

### Médias
L'émetteur de Fraize / Ban-sur-Meurthe-Clefcy transmet les programmes de France Inter sur le 98,9 MHz, de France Bleu Sud Lorraine sur le 100,7 MHz ainsi que la télévision numérique terrestre.

### Lieux de cultes
- Le culte catholique est célébré en l'église Saint-Blaise-et-Notre-Dame-de-la-Nativité de la paroisse Notre-Dame du Val de Meurthe qui dépend du diocèse de Saint-Dié[69].

## Économie

### Revenus de la population et fiscalité
En 2010, le revenu fiscal médian par ménage était de 21 805,5 €, ce qui plaçait Fraize au 28 221e rang parmi les 31 525 communes de plus de 40 ménages en métropole.
Chiffres clés Revenus et pauvreté des ménages en 2021 : médiane en 2021 du revenu disponible, par unité de consommation : 20 290 €.

### Budget et fiscalité 2023

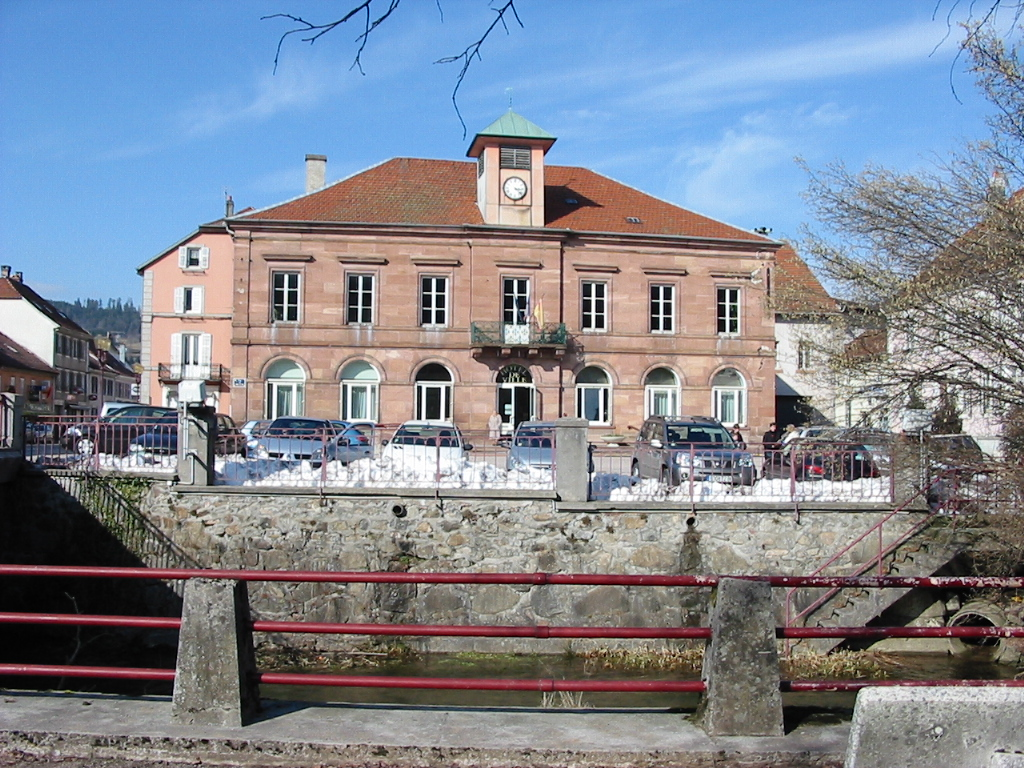
La mairie de Fraize face à la Meurthe..

En 2023, le budget de la commune était constitué ainsi :
- total des produits de fonctionnement : 2 198 000 €, soit 764 € par habitant ;
- total des charges de fonctionnement : 1 795 000 €, soit 624 € par habitant ;
- total des ressources d’investissement : 857 000 €, soit 298 € par habitant ;
- total des emplois d’investissement : 1 217 000 €, soit 423 € par habitant ;
- endettement : 1 332 000 €, soit 463 € par habitant.

Avec les taux de fiscalité suivants :
- taxe d’habitation : 21,00 % ;
- taxe foncière sur les propriétés bâties : 41,41 % ;
- taxe foncière sur les propriétés non bâties : 27,96 % ;
- taxe additionnelle à la taxe foncière sur les propriétés non bâties : 0,00 % ;
- cotisation foncière des entreprises : 0,00 %.

### Emploi
Selon les résultats du recensement de 2009, la population active parmi les 15-64 ans de la commune compte 1 266 personnes, soit 69,3 %, ce taux est de 71,3 % au niveau départemental. Les 15-64 ans représentent 12,9 % de chômeurs, 56,4 % de personnes ayant un emploi et 30,7 % d'inactifs. Les inactifs se répartissent de la façon suivante : les retraités ou préretraités représentent 14,1 % de la population active, les scolarisés 6,6 %, les autres inactifs 9,9 %.
En 2009, le taux de chômage (au sens du recensement) parmi les actifs de la commune est de 18,7 %, en augmentation par rapport à 1999 (15,3 %). Au 31 décembre 2011, on compte 284 personnes à la recherche d'un emploi dont 137 de longue durée.
Sur les 1 041 personnes actives d'au moins 15 ans ayant un emploi, 384 travaillent dans cette commune.
|                                 | Agriculture | Industrie | Construction | Commerce | Services |
| ------------------------------- | ----------- | --------- | ------------ | -------- | -------- |
| Cayeux-sur-Mer                  | 2,1 %       | 26,3 %    | 8,4 %        | 35,5 %   | 27,7 %   |
| Comparaison avec le département | 3,3 %       | 22,9 %    | 7,4 %        | 35,5 %   | 30,8 %   |
| Sources des données : INSEE     |             |           |              |          |          |

### Entreprises et commerces
Au 1er janvier 2011, la ville de Fraize compte 148 entreprises hors agriculture et 18 ont été créées sur le territoire (12 dans le secteur tertiaire, 3 dans l'administration publique et 3 entreprises de construction).
|                             | Ensemble | Industrie | Construction | Commerce et services divers | Secteur public |
| --------------------------- | -------- | --------- | ------------ | --------------------------- | -------------- |
| Nombre d'établissements     | 148      | 20        | 28           | 85                          | 15             |
| %                           | 100 %    | 13,5 %    | 18,9 %       | 57,4 %                      | 10,1 %         |
| Sources des données : INSEE |          |           |              |                             |                |

D'après les statistiques des équipements et services en 2011, le nombre d'établissements commerciaux est de 20 dont deux supermarchés.

### Agriculture
Au niveau agriculture, la commune compte 16 exploitants actifs et 418 ha de superficies agricoles.

## Culture locale et patrimoine

### Lieux et monuments
L'association locale La Costelle, créée en 1994, œuvre pour la sauvegarde du patrimoine de la commune.

#### Église

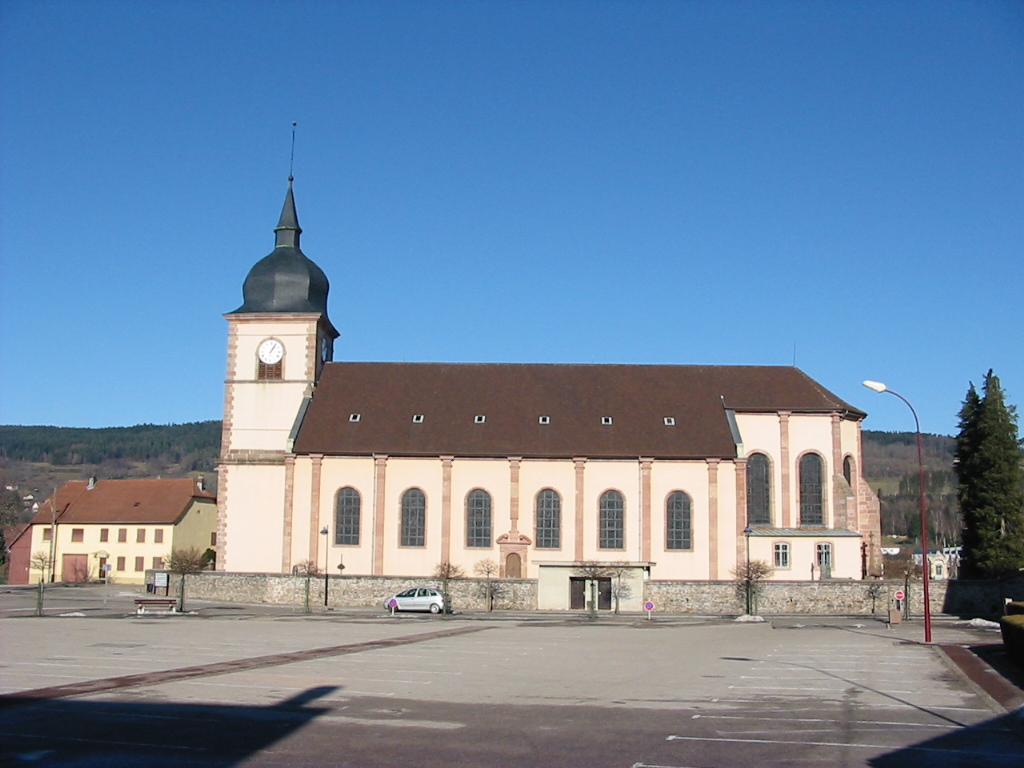
L'église de Fraize.

L'église Saint-Blaise-et-Notre-Dame-de-la-Nativité, construite en 1783.
L'orgue est dû à Claude-Ignace Callinet en 1852, puis transformé par Jaquot en 1895 et 1925,.
Cette église contient plusieurs objets inscrits sur l'inventaire des monuments historiques (statuette de saint Blaise, statuette de saint Florent, de décharge, Christ en croix, paire de vases chinois, deux confessionnaux, un tableau représentant une descente de croix, un tableau représentant saint Blaise, saint Roch et saint Antoine, un tableau représentant deux personnages au pied de la Vierge et un ensemble de 19 verrières réalisées par Max Ingrand et posées en 1949 et 1950).

#### Maison Masson-Wald

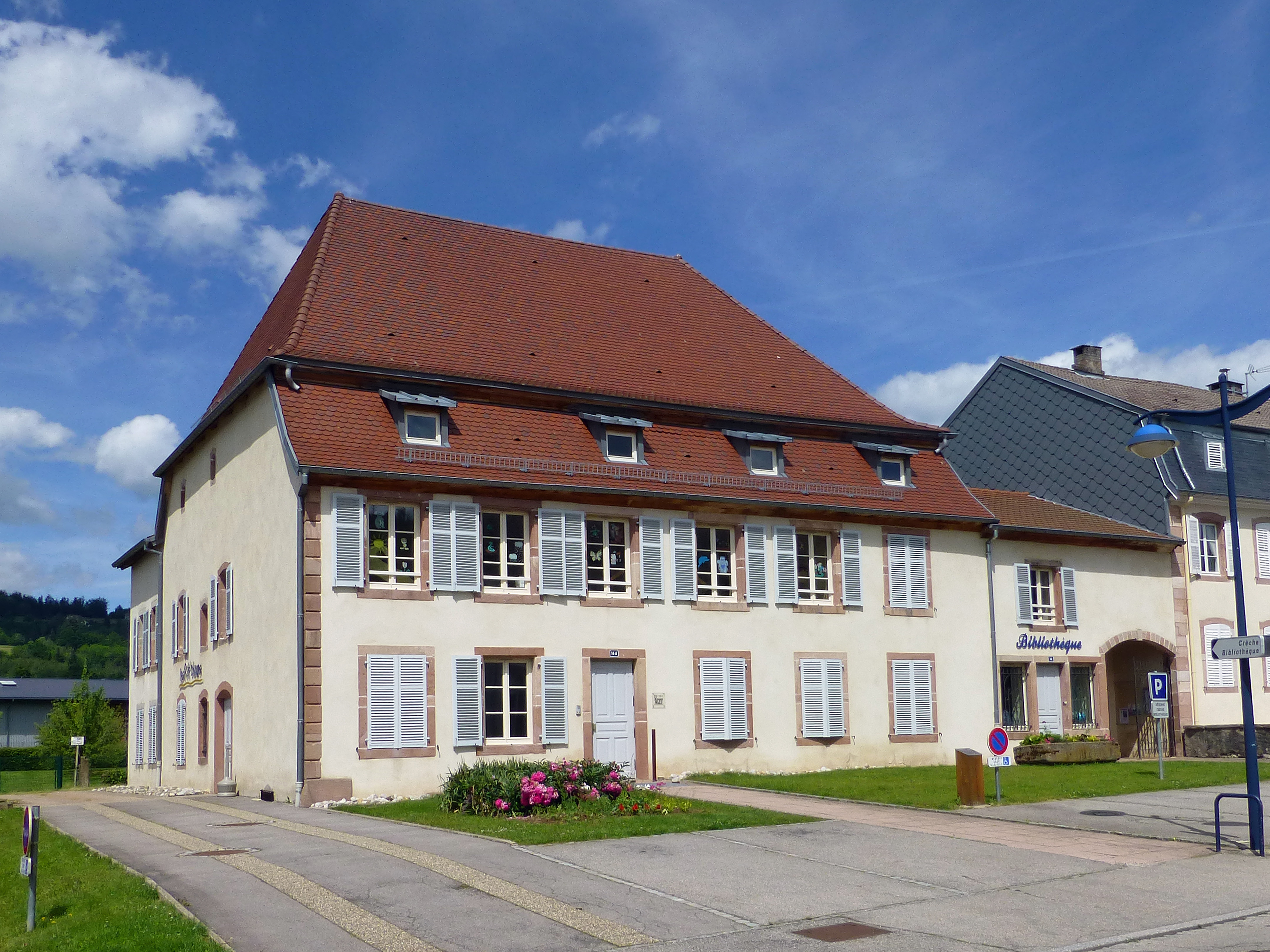
Maison Masson-Wald, côté sud.

La maison Masson-Wald (1re moitié XVIIIe siècle - milieu XIXe siècle) est inscrite à l’inventaire supplémentaire des monuments historiques depuis le 22 septembre 1995,. C'est une ancienne officine tenue durant près de deux siècles par une lignée de chirurgiens-herboristes, représentative de la thérapeutique en milieu rural aux XVIIIe et XIXe siècles.
Réhabilitée, elle accueille aujourd'hui une crèche halte-garderie, une bibliothèque et des locaux d'exposition.

#### Filature des Aulnes
L'ancienne filature des Aulnes, située chemin des Aulnes, est inscrite au titre des monuments historiques par arrêté du 7 mai 2015 pour son ancien bâtiment des machines avec les deux cloches d'alarme, les pompes alimentant le système de protection contre l'incendie qui s'y situent et leur système de pompage (tuyauterie, galerie et puits maçonnés) ainsi que la cheminée de l'ancienne filature.

#### Autres monuments
L'inventaire général du patrimoine culturel de la France répertorie plusieurs fermes,,, et la maison des Ribeaupierre, détruite pour laisser place à une supérette.
La Cheminée des Avelines qui mesure 67 mètres de haut et qui reste la plus haute cheminée d'usine des Vosges, voire de tout l'est de la France, presque toutes ses consœurs ont été abattues pour des raisons de sécurité, faute de pouvoir être entretenues.

#### Monuments commémoratifs
Monument aux morts square du Souvenir Français ; monument aux morts 1914-1918 situé dans le cimetière; Plaques in memoriam dans l'église, monument commémoratif de la reconnaissance dans l'église Saint-Blaise, toile commémorative à l'église Saint-Blaise, plaque commémorative de l'église Saint-Blaise ; plaque commémorative sur la façade de la maison où vécurent les frères Ingold, plaque commémorative 1914-1918 sur le palier à l'étage de la mairie ; plaque commémorative de la S.A. des établissements N. Géliot & Fils - filatures de Fraize ; mémorial du col des Journaux ; carré militaire cimetière communal,.

### Personnalités liées à la commune

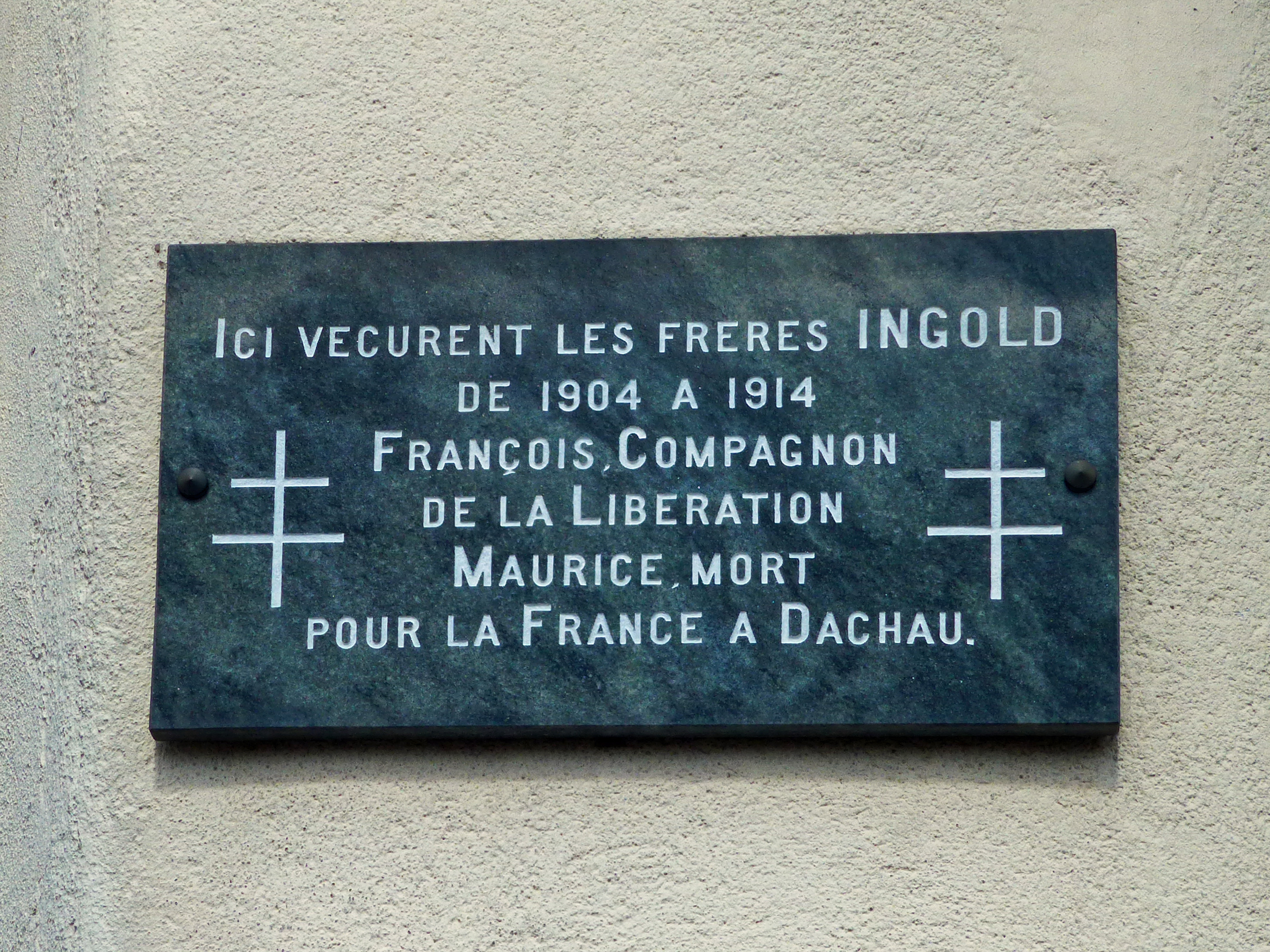
Plaque à la mémoire des frères Ingold.

- Joseph Mengin (1750-1821), député, s'établit comme notaire à Fraize le 18 brumaire an IX.
- Originaire de Fraize, la famille Chaxel compta sept facteurs d'orgues. Augustin Chaxel, né à Fraize en 1771, s'y maria en 1809 et mourut à Anould en 1845. Il fut le seul à travailler dans les Vosges. En 1817, il était signalé comme facteur d'orgues à Habeaurupt, commune de Plainfaing. En 1821, il s'installa à La Croix-aux-Mines où il construisit les orgues des églises de La Croix-aux-Mines et de Bertrimoutier.
- Albert Ferry (1833-1893), député puis sénateur, né à Fraize.
- Eugène Mathis (1864-1933), écrivain et poète, Prix Erckmann-Chatrian 1925 et Prix Monthyon 1926 de l'Académie française[102].
- Abbé Georges Flayeux (1868-1906), né a Fraize, a été curé de Ménarmont, auteur d'études historiques, de récits et de poésies, il était membre de la Société d'émulation vosgienne[103].
- Victor Marie Honoré Lalevée (1878-1962), instituteur et écrivain régionaliste[104].
- François Ingold (1894-1980), général de division, et son frère Maurice vécurent à Fraize de 1904 à 1914.
- Raymond Voinquel (1912-1994), photographe, né à Fraize.
- Jean Chassard (1912-2006), germaniste de renom, professeur pendant de nombreuses années en première supérieure (khâgne) au lycée Henri-Poincaré de Nancy et auteur de nombreux manuels en collaboration avec Gonthier Weil, naquit à Fraize et y passa son enfance[105].
- Robert Pommier (1919-1961), explorateur polaire du Spitzberg, de terre Adélie et du Groenland, né à Fraize.
- Gérard Cherpion (né en 1948), homme politique français, a été pharmacien à Fraize des années 1970 jusqu'en 2005.
- Médaillés de Sainte-Hélène[106].

### Héraldique
| Blason | Blasonnement : D'or à la bande d'azur chargée de trois roses boutonnées du champ, à cinq pétales du champ et cinq pétales d'argent. Commentaires : Ce sont les armes du chapitre de la cathédrale de Saint-Dié, telles que les porte la ville de Fraize depuis le début du XXe siècle. Certains auteurs indiquent des émaux différents : le champ peut être d'argent, la bande peut être de gueules. La ville a adopté ces armoiries car elle dépendait du chapitre de la cathédrale de Saint-Dié, pour remplacer un blason fantaisiste figurant trois fraises des bois. |

## Pour approfondir